# Berkley (Míchigan)
Berkley es una ciudad situada en el condado de Oakland, Míchigan, Estados Unidos. Tiene una población estimada, a mediados de 2022, de 14 961 habitantes.
Es un suburbio de Detroit, ubicado a unos 22 kilómetros al noroeste del centro de la ciudad. 

## Geografía
La localidad está ubicada en las coordenadas 42°29′55″N 83°11′7″O / 42.49861, -83.18528. Según la Oficina del Censo de los Estados Unidos, tiene una superficie de 6.77 km², correspondientes en su totalidad a tierra firme.

## Demografía
Según el censo de 2020, en ese momento había 15 194 personas residiendo en la ciudad. La densidad de población era de 2244.31 hab./km². El 88.93% de los habitantes eran blancos, el 2.28% eran afroamericanos, el 0.17% eran amerindios, el 1.77% eran asiáticos, el 0.57% eran de otras razas y el 6.28% eran de una mezcla de razas. Del total de la población, el 2.91% eran hispanos o latinos de cualquier raza.